# الله‌آباد (جرقویه)
الله‌آباد (جرقویه) یا یخچال روستایی در بخش جرقویه علیا شهرستان جرقویه. در استان اصفهان ایران است. این روستا در فاصله ۴۵ کیلومتری  شهرستان ورزنه  و ۱۲۰ کیلومتری جنوب شرقی شهر اصفهان واقع شده است؛ نام قدیمی این روستا یخچال بوده‌است.

## تاریخ
این روستا تا ۱۱۴۰ تا ۱۱۵۰ هجری قمری به عبارتی تا اواخر دوران صفویه و آغاز دوران افشاریه، یخچال طبیعی روستاهای منطقه شرق جرقویه (گرکویه) بوده و در زمستان ها گروهی در آنجا به یخسازی پرداخته و در تابستان ها آن یخ ها را به مردم روستاهای اطراف می فروختند. رفته رفته به روزگار کریم خان زند که کشور رو به آرامش رفت، گروهی از مردم روستاهای پیرامون به کارگران یخچال پیوسته و در آنجا به زندگی پرداخته و نام روستای نوین را یخچال نهادند. چند سال بعد از انقلاب، در دهه ۸۰، نام این روستا را به اله‌آباد یا الله‌آباد تغییر دادند.

## جمعیت
این روستا در دهستان جرقویه علیا قرار دارد و براساس سرشماری مرکز آمار ایران در سال ۱۳۹۵، جمعیت آن ۲۷۸ نفر( ۸۶ خانوار، ۱۳۹ نفر مرد و ۱۳۹ نفر زن) بوده‌است.